# توزیع سامانه گیکس
توزیع سامانهٔ گیکس (به انگلیسی: Guix System Distribution) (کوتاه نوشت:GuixSD) یک توزیع گنو/لینوکس بنیان نهاده شده و متمرکز شده روی مدیر بستهٔ گنو گیکس است که از کرنل لینوکس-لیبره استفاده می‌کند و یک ویرایش مبتنی بر کرنل گنو هرد هم در حال توسعه دارد. این توزیع در فبریهٔ ۲۰۱۵ در فهرست توزیع‌های کاملاً آزاد بنیاد نرم‌افزار آزاد قرار گرفت و به‌طور رسمی توسط پروژه گنو پشتیبانی می‌شود.

## ویژگی‌ها

### گنو گیکس
گنو گیکس یک سامانه مدیریت بسته و مدیر پیکربندی سامانه است که از مدیر بسته نیکس (Nix) انشعاب یافته، ولی برخلاف آن از APIهای گنو گویل پشتیبانی می‌کند و برای پیکربندی و سفارشی سازی از آن استفاده می‌کند. همهٔ دستورالعمل‌های بسته و هم‌چنین پیکربندی تمام سامانه، با گنو گویل نوشته شده‌اند.

### گنو شپرد
این توزیع از سامانهٔ init گنو شپرد (GNU Shepherd) (به فارسی: چوپان گنو) برای مدیریت دیمنهای راه‌انداز سامانه استفاده می‌کند که همراه با گنو گیکس توسعه یافته و از گنو گویل استفاده می‌کند.
گنو شپرد از برخی ویژگی‌های systemd الهام گرفته‌است و به‌طور اختصاصی برای گنو هرد طراحی شد و بعدها توسط این توزیع به کار گرفته شد.